# 沙鋼股份
江蘇沙鋼股份有限公司，簡稱江蘇沙鋼股份，以及沙鋼股份（英語：Jiangsu Shagang Company Limited，深交所：002075），於2011年3月28日，由已破產的高新张铜股份有限公司更名而來，同年4月8日於深圳證券交易所換取上市而來。
現時業務於中國內地經營黑色金属产品的开发、冶炼、加工及销售，以及自营和代理各类商品和技术的进出口，包括淮鋼特鋼等企業。
現時董事長為陆锦祥，首席執行官為韩大力。總部位於江苏省张家港经济开发区，現時為江蘇沙鋼集團有限公司旗下。

## 链接
- 官方网站